# Dark Fall: Lost Souls
Dark Fall: Lost Souls (рус. Обитель тьмы. Сумерки) — британский хоррор-квест 2009 года, вышедший для PC. Третья часть в серии, созданной Джонатаном Боаксом.

## Игровой процесс
Lost Souls использует простой point & click интерфейс для перемещения игрока  и управления окружающей средой.
Игровой процесс Lost Souls основан на решении головоломок. Однако, в отличие от многих современных приключенческих игр, игра не фиксирует информацию или подсказки, с которыми игрок сталкивается во время игры, фактически заставляя игрока исследовать каждую головоломку.

## Сюжет
Игра возвращает игрока в вокзал и гостиницу Dowerton, которые впервые были обследованы в Dark Fall: The Journal. Действие игры разворачивается спустя несколько лет после событий первой игры, и станция и гостиница в плохом состоянии. Вы играете «Инспектором», опальным офицером полиции, который был уволен со службы после фальсификации доказательств по делу о пропавшей девочке, Эми. Этот случай не выходил у него из головы, и поиски пропавшего ребенка в конце концов привели его к станции Dowerton.

## Отзывы
| Сводный рейтинг          | Сводный рейтинг  |
| Агрегатор                | Оценка           |
| ------------------------ | ---------------- |
| GameRankings             | 74,5 %           |
| Иноязычные издания       |                  |
| Издание                  | Оценка           |
| GameZone                 | 7,5              |
| Game Boomers             | A-               |
| AceGameZ                 | 58               |
| Hooked Gamers            | 7,5              |
| Gamer.nl                 | 7                |
| Adventure Classic Gaming | 4 out of 5 stars |
| JustAdventure            | A-               |
| Русскоязычные издания    |                  |
| Издание                  | Оценка           |
| Absolute Games           | 67/100           |
| «Игромания»              | 7,5/10           |